# Suuresadama
Koordinaten: 58° 58′ N, 22° 54′ O
Suuresadama (historischer deutscher Name Tiefenhafen) ist ein Dorf (estnisch küla) in der Landgemeinde Hiiumaa (bis 2017: Landgemeinde Pühalepa). Es liegt im Nordosten der zweitgrößten estnischen Insel Hiiumaa (deutsch Dagö).

## Beschreibung und Geschichte
Suuresadama hat heute nur noch zehn Einwohner (Stand 31. Dezember 2021). Das Dorf liegt direkt an der Ostsee, zehn Kilometer südöstlich der Inselhauptstadt Kärdla. Andere Namen des Ortes im Volksmund sind Suursadam und Suursadama.
Der Hafen findet sich bereits auf einer Seekarte aus den 1570er Jahren. Der Ort wurde erstmals 1593 als Serle ham (nach dem nahegelegenen Dorf Sääre) bzw. Djupham (schwedisch für „Tiefhafen“) erwähnt.
Im Mittelalter wurde in Suuresadama Kalk gebrannt, damals eines der wichtigsten Exportartikel der Insel.

## Hafen

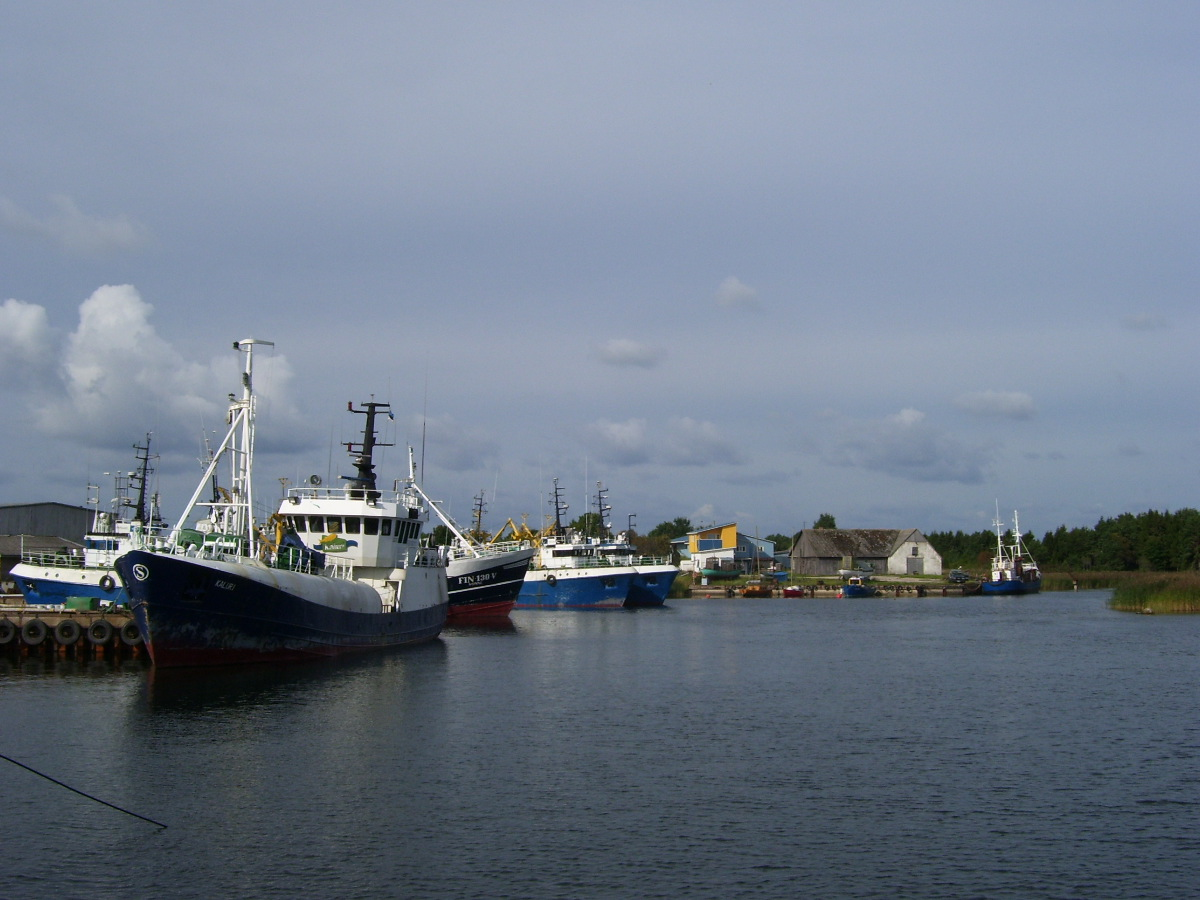
Schiffe am Hafen

In Suuresadama befindet sich der historische Tiefwasserhafen (Suursadam) der Insel Hiiumaa. Von ihm leiten sich der deutsche und der estnische Name des Ortes, „großer Hafen“, ab. 1638 wurde eine Zollstation eingerichtet, um den Handel mit anderen Ostseehäfen zu befördern. Seit dem 17. Jahrhundert ist der Schiffbau im Ort nachgewiesen: um 1680 gründete der Holländer Erasmus Jakobson eine große Werft. Suuresadama diente auch als Winterhafen für Küstenschiffe.
Mit der sowjetischen Besetzung Estlands wurde eine Fischereikolchose in Suuresadama gegründet. Die Anlage war früher einer der wichtigsten Fischereihäfen Westestlands, hat heute aber ihre Bedeutung wegen der Häfen von Kärdla und Heltermaa weitgehend verloren. Der Hafen dient noch Fischerei- und Lotsenschiffen mit maximaler Länge von 35 m und größter Tiefe von 2,8 m. Er beherbergt eine kleine Werft.
Neben der Hafeneinfahrt liegen einige historische Anker der Flotte des schwedischen Königs Karl XII. Ein kleines Museum (Suuresadama ajalootuba) stellt die Geschichte des Ortes dar. Ein historisches Speicherhaus steht unter Denkmalschutz.

## „Hioma“

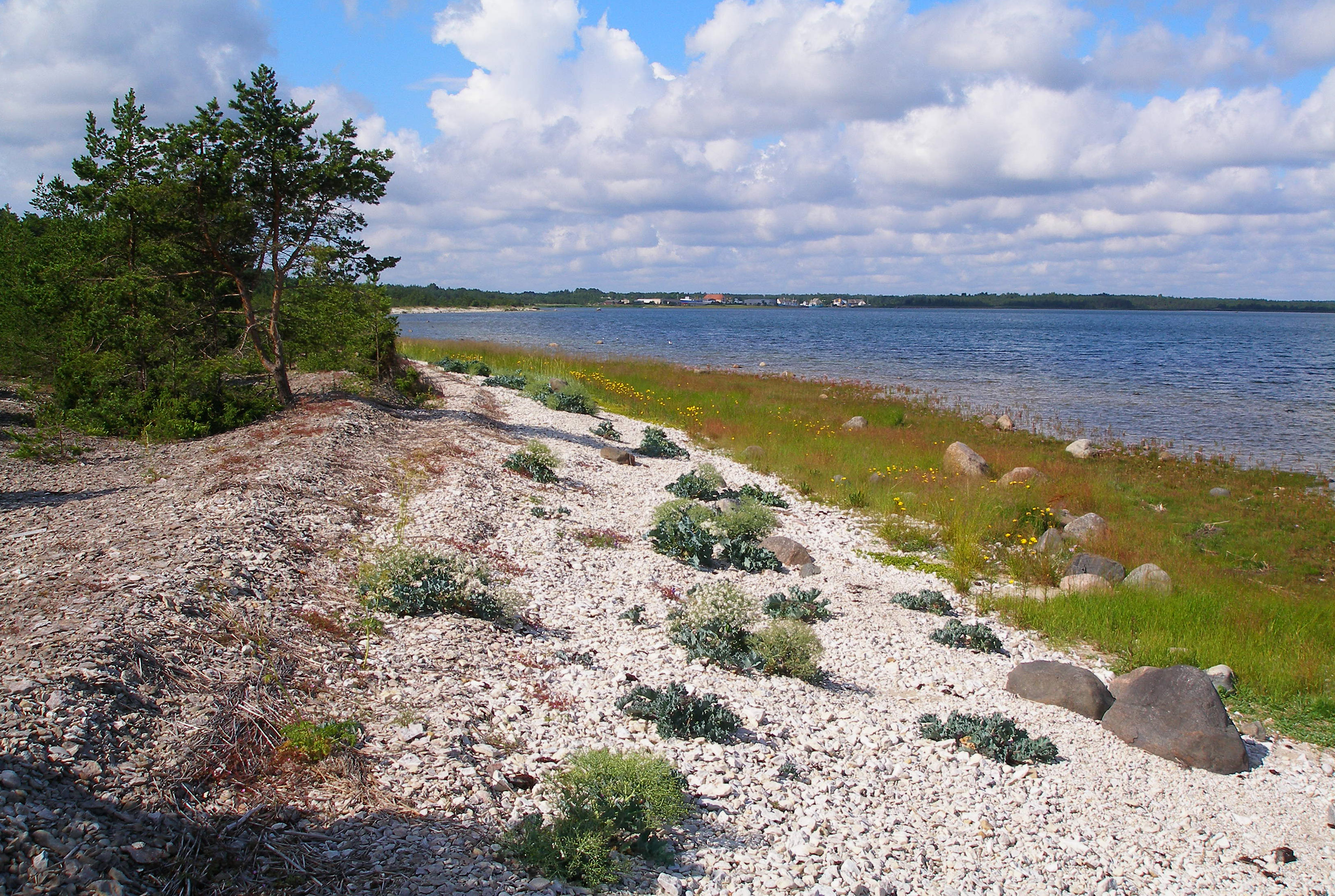
Die Ostseeküste bei Suuresadama

Stolz sind die Einwohner des Ortes auf das 1848 im Auftrag des deutschbaltischen Adligen Heinrich Georg Eduard von Ungern-Sternberg (1782–1861) in Suuresadama fertiggestellte Schiff Hioma. Es war mit 358 Bruttoregistertonnen eines der größten Segelschiffe seiner Zeit im Baltikum.
Als erstes estnisches Schiff überquerte die Hioma 1854 den Äquator, segelte auf der Südhalbkugel, umrundete Kap Hoorn und fuhr mit seiner estnischen Besatzung im Stillen Ozean. Das Schiff sank 1857.